# Barbara et Gabriele Schmidt-Heins
Pour les articles homonymes, voir Schmidt et Heins.
Barbara et Gabriele Schmidt-Heins, nées le 6 avril 1949 à Rellingen dans le Schleswig-Holstein, sont des jumelles allemandes qui travaillent comme artistes conceptuels.

## Biographie
Barbara et Gabriele Schmidt-Heins sont nées en 1949 à Rellingen, dans le district de Pinneberg, près de Hambourg. Elles sont filles du photographe Hildi Schmidt-Hein et petites-filles du photographe Wilhelm Hein.   
Les jumelles dizygotes Schmidt-Heins ont étudié de 1968 à 1974 à la Hochschule für Bildende Künste de Hambourg. Depuis 1974, elles travaillent à leur compte (en solo et en duo d'artistes). 
Barbara Schmidt-Heins vit et travaille à Pinneberg près de Hambourg. Gabriele Schmidt-Heins vit et travaille à Halstenbek près de Hambourg.

## Expositions

### Expositions collectives Barbara et Gabriele Schmidt-Heins (sélection)
- 1976 :  Buchwerke, Kabinett für aktuelle Kunst (de), Bremerhaven
- 1977 :  documenta 6, Kassel
- 1979 : Das Buch als Kunstobjekt, Behnhaus Overbeck-Gesellschaft, Lübeck
- 1981 : Art, Allemagne, Aujourd'hui, Musée d'art moderne de la Ville de Paris, Paris
- 1982 :  documenta 7, Kassel
- 1985 : Sculpture from Germany musée d'Art moderne de San Francisco, San Francisco
- 1988 : Het boek en de kunstenaar, Galerie Asselijn, Amsterdam
- 1992 : bezeichnen • ursächlich Kunsthalle Bremerhaven (de), Bremerhaven
- 1996 : Buchwerke 1972-1982, Neues Museum Weserburg (de), Bremen
- 2001 : take place, Galerie Renate Kammer, Hamburg DIN ART 4, Museum für Kommunikation (de) de Frankfurt am Main, Hambourg et Berlin
- 2003 : there is a place, Université de Lunebourg (de) et Heinrich-Heine-Haus (Lunebourg)
- 2004 : Heins Schmidt Heins – Drei Generationen Fotografie Museum für Kunst und Gewerbe, Hambourg

### Barbara Schmidt-Hein

#### Art dans l'espace public
- 1994 : Die eigene Geschichte trois lieux : la construction de Telekom à la tour de télévision, un mur de soutènement à la Kunsthalle, la gare routière Harburg, Hambourg[2]

### Gabriele Schmidt-Hein

#### Expositions personnelles (sélection)
- 1984 : Livres et cadavre exquis Galerie Fricke, Düsseldorf
- 1983 : Travaux 1981 et 1982 Showroom Fettstraße 7a, Hambourg

#### Expositions de groupe (sélection)
- 1982 : Neue Arbeiten Cabinet d'art contemporain, Bremerhaven

#### Art dans l'espace public
- 1991 : ON SITE Welsh Park Rockville (Maryland) États-Unis
- 1988 : Tor Eimsbütteler Marktplatz, Hambourg

## Prix, récompenses et distinctions
- 1978 : bourse d'études Karl Schmidt-Rottluff
- 1992 : Prix Overbeck des Beaux-Arts pour Barbara Schmidt-Heins

## Publications
- Barbara Schmidt Heins, Gabriele Schmidt Heins, Next to reality. Works 1990 - 2005. Kerber, Bielefeld 2005,  (ISBN 3-938025-22-0).
- Barbara Schmidt Heins, Gabriele Schmidt Heins, Interiors und öffentlicher Raum. Arbeiten der 90er Jahre. Édition Vice versa, Berlin 1998,  (ISBN 3-932809-04-1).

### Barbara Schmidt-Heins
- Ressources relatives aux beaux-arts (pour Barbara Schmidt-Heins) :   - RKDartists
  - Union List of Artist Names
- Notice dans un dictionnaire ou une encyclopédie généraliste :   - Deutsche Biographie
- Notices d'autorité (pour Barbara Schmidt-Heins) :   - VIAF
  - ISNI
  - BnF (données)
  - IdRef
  - LCCN
  - GND
  - Pays-Bas
  - WorldCat

### Gabriele Schmidt-Heins
- Ressources relatives aux beaux-arts (pour Gabriele Schmidt-Heins) :   - Collection de peintures de l'État de Bavière
  - RKDartists
  - Union List of Artist Names
- Notices d'autorité (pour Gabriele Schmidt-Heins) :   - VIAF
  - ISNI
  - BnF (données)
  - IdRef
  - LCCN
  - GND
  - WorldCat